# Martiri ottobrini di Lanciano
I martiri ottobrini di Lanciano  sono stati un gruppo di partigiani che affrontarono il 5 e 6 ottobre 1943, a Lanciano, i soldati della Wehrmacht. Le gesta vennero esaltate pochi giorni dopo non soltanto in Italia, ma anche dalle Radio di Londra e di New York; alla città di Lanciano fu assegnata la medaglia d'oro al valor militare con la seguente motivazione:
"Forte città dell’Abruzzo, di nobili tradizioni patriottiche e guerriere, insofferente di servaggio, reagiva ai soprusi della soldataglia tedesca con l’azione armata dei suoi figli migliori. L’intera popolazione, costretta ad assistere in piazza al martirio di un cittadino, valoroso combattente, legato ad un albero, accecato e trucidato per ammonimento ai civili, sorgeva in armi. Combattevano i cittadini per molte ore, subendo perdite ed infliggendone di ben più gravi e, per aver ragione della resistenza, il nemico doveva impegnare numerosi battaglioni, mezzi corazzati, artiglierie. Esempio di civiltà al barbaro invasore che trucidava i colpiti, gli abitanti curavano con umana pietà i nemici feriti. Sottoposta prima ad atroci rappresaglie, poi alle dure azioni di fuoco degli alleati, infine ai massicci bombardamenti dei Tedeschi, la Città di Lanciano, presa nella linea del fronte, subiva radicali distruzioni mentre più di 500 abitanti perdevano la vita. Per nove mesi di dure prove la popolazione di Lanciano forniva valorosi combattenti per la lotta di liberazione, sosteneva la resistenza, dava tutta nobile esempio di patriottismo e di fierezza.
Lanciano, 5 ottobre 1943 - giugno 1944."
A loro è stata intitolata la scuola primaria "Eroi ottobrini" di Lanciano, vicina ai luoghi oggetto degli avvenimenti del 1943.

## La rivolta di Lanciano
Nei giorni 5 e 6 ottobre 1943 la città di Lanciano insorse contro i tedeschi: nello scontro trovarono la morte 47 tedeschi, tra ufficiali e militari di truppa, e 23 lancianesi, 11 in combattimento e 12 per rappresaglia.
La rivolta di Lanciano rappresentò l'evento finale dell'organizzazione resistenziale lancianese che riuniva varie componenti: gli ex prigionieri di guerra jugoslavi (che fuggirono con un'operazione gestita dall'OSS prima della rivolta), la componente comunista rappresentata da Mario Bellisario, gli ufficiali del regio esercito e gli esponenti degli  altri movimenti politici, in cui figurava Trentino La Barba, giovane combattente rientrato con la fuga dalla Germania a Lanciano.
Lo scontro ebbe inizio la sera del 5, quando alcuni partigiani, sequestrate delle armi presso la caserma militare di Santa Chiara, all'ingresso del corso Roma, sbarrarono la strada di circonvallazione in contrada Pozzo Bagnaro, sotto via dei Bastioni, ferendo alcuni tedeschi ed incendiando i loro veicoli, non veicoli militari da combattimento, ma ambulanze della Croce Rossa tedesca, scortate da veicoli leggeri scarsamente armati. Lo scontro proseguì per le strade principali del centro, come ricorda lo storico locale Mario Spoltore, da via dei Frentani (zona Lancianovecchia) a porta San Biagio, fino alla piazza, risalendo poi al rione Civitanova, da via Umberto I, via dei Funai, corso Roma. Testimoni dell'accaduto e lo storico Spoltore ricordano che alcuni partigiani più volte evitarono nei vicoli il fuoco nemico, in quanto i cittadini, rinchiusi dentro le case, facevano dei cenni sbirciando dalle finestre agli insorti lancianesi.

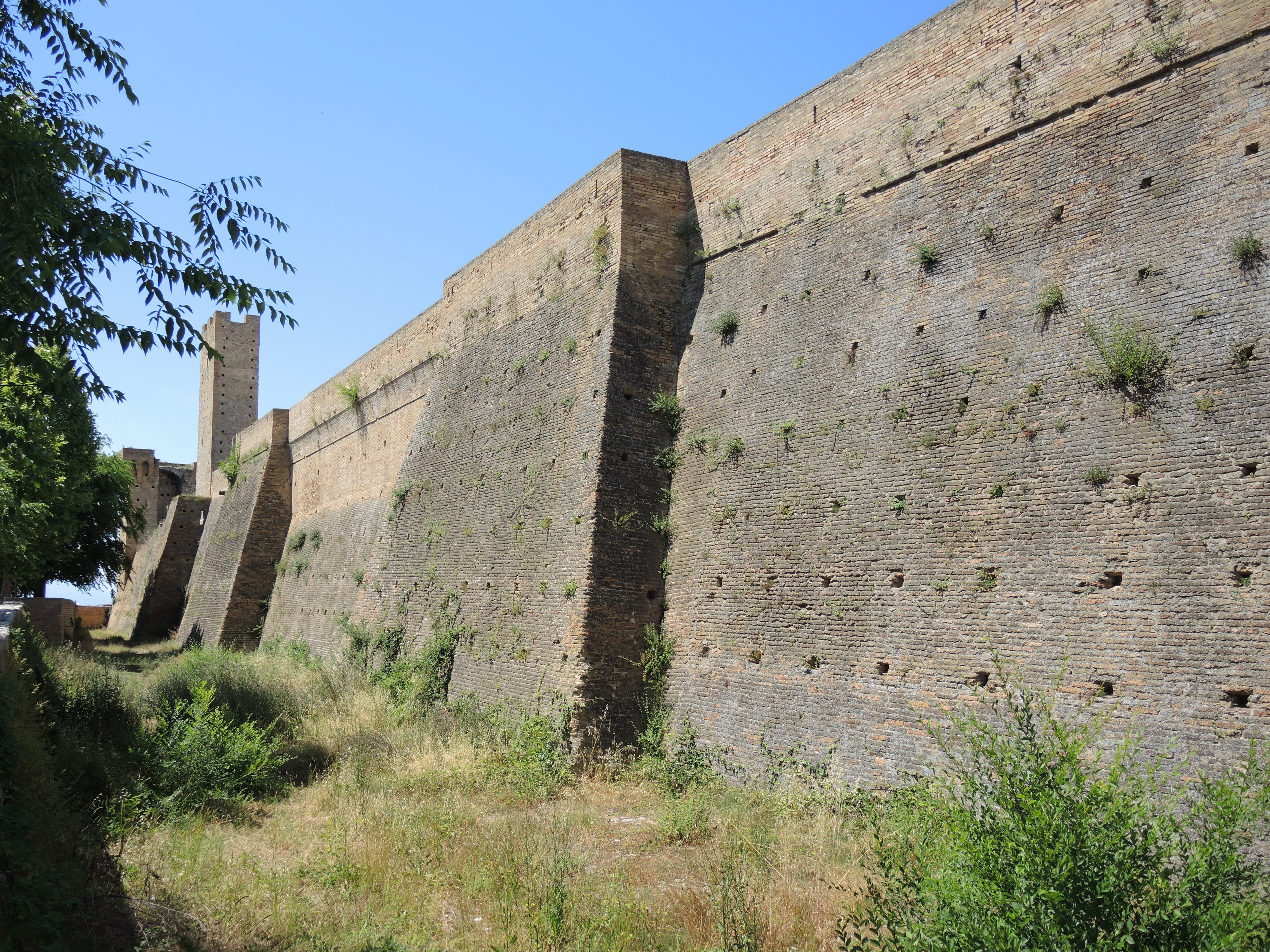
Torri Montanare a Lanciano, dove i tedeschi sorpresero i combattenti di Trentino La Barba

Durante la notte i tedeschi catturarono il principale autore di questa impresa, il partigiano Trentino La Barba, che fu condotto a Villa Lanza-Silverii di Castel Frentano,sottoposto ad interrogatorio e torturato. Ma a nulla valsero le torture: il giovane, con straordinario coraggio, decise di non parlare e non rivelò il nome dei capi del movimento insurrezionale lancianese che aveva organizzato l'azione antitedesca,e del quale egli stesso faceva parte. La mattina seguente i tedeschi portarono il giovane in viale Cappuccini e lo legarono ad un albero, per mostrare a tutti i suoi concittadini le torture a cui il partigiano veniva sottoposto: Trentino La Barba venne accecato e poi ucciso a colpi di pistola, infine impiccato presso l'albero.
Intanto, la notte del 5, gli altri partigiani, consapevoli che l'azione antitedesca avrebbe indotto i nemici ad un'azione di rappresaglia, si radunarono, dopo essersi procurati armi presso le caserme della Milizia e dei Carabinieri e presso la Guardia di Finanza, e prepararono una nuova azione. Essa fu organizzata dal generale Mercadante e da Amerigo Di Menno Di Bucchianico, Avvento Montesano, dal dottor Carlo Shönheim e da altri giovani ufficiali lancianesi. La mattina i partigiani lancianesi, pronti a combattere, occuparono le zone di corso Roma, via dell'Asilo, via Fenaroli, intorno alle Torri Montanare, il viale Silvio Spaventa, la caserma Santa Chiara della Milizia, il Torrione delle Monache di Santa Chiara e sbarrarono viale Cappuccini. Alle 8 ebbero inizio i primi scontri ed i partigiani riuscirono a tenere le posizioni fino al pomeriggio, quando giunsero rinforzi ai tedeschi dal quartier generale di Villa Paolucci (contrada Marcianese).
Adamo Giangiulio fu ucciso presso la caserma Sant'Agostino, Vincenzo Bianco piazza Garibaldi.
Gli ultimi partigiani del cosiddetto gruppo dei "martiri", Nicolino Trozzi e Achille Cuonzo, trovarono la morte cercando di scappare per le campagne del viale Cappuccini. Seguì una spietata rappresaglia tedesca: i tedeschi incendiarono gran parte di corso Trento e Trieste, distruggendo i più forniti negozi ed anche molte case civili. Molti furono i lancianesi uccisi, anche durante gli scontri del 5 e 6 ottobre. Il Monsignore Pietro Tesauri arcivescovo di Lanciano, si recò a parlare più volte coi tedeschi, cercando di impedire nuove rappresaglie, e cercando di bloccare lo sfollamento di massa della città. 

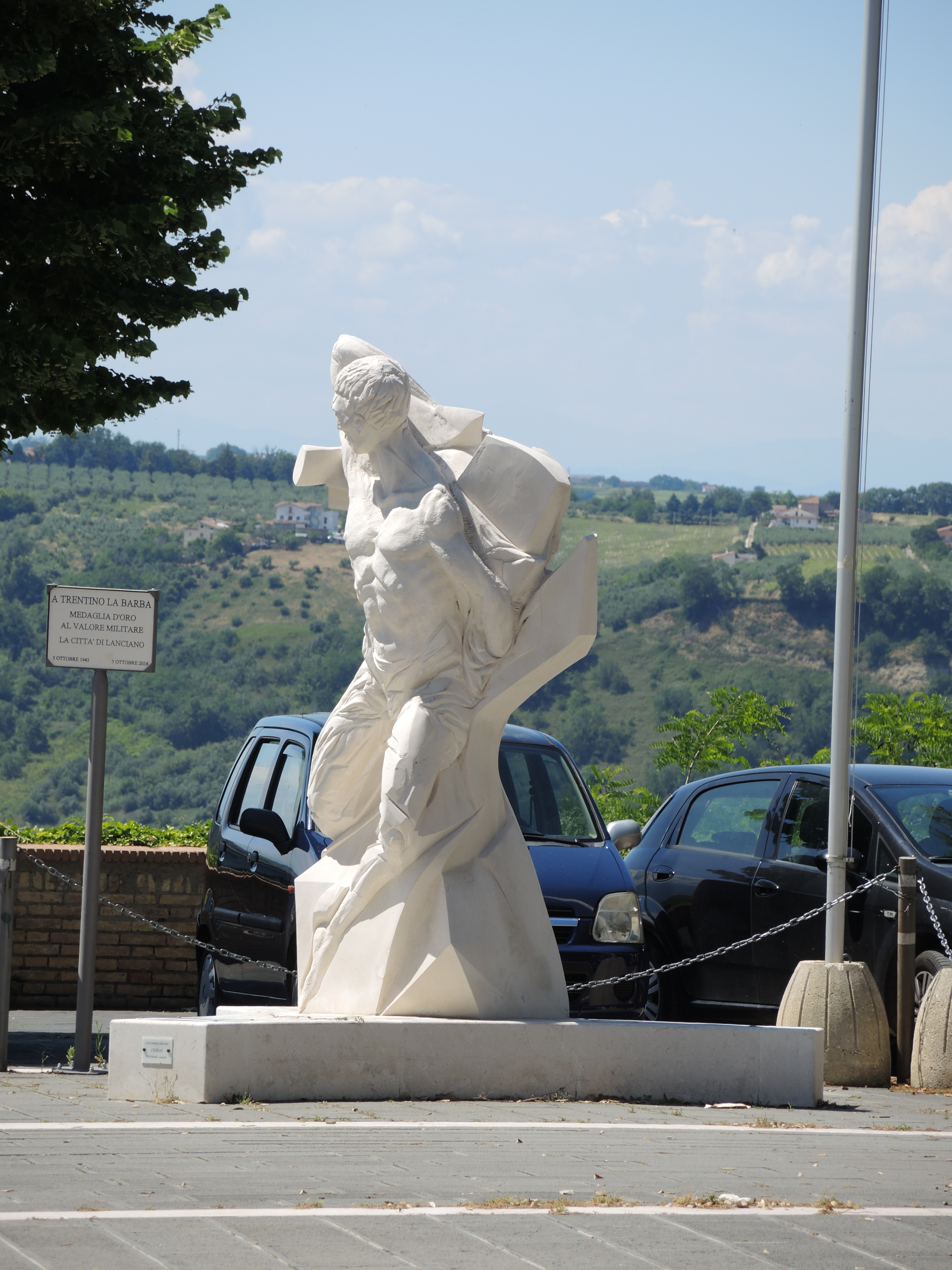
Monumento a Trentino La Barba, opera di NICOLA ANTONELLI (2016), piazza dell'Appello,Lanciano

Nei giorni seguenti il popolo lancianese scelse la strada dell'ostruzionismo e del sabotaggio: i giovani si sottrassero al lavoro obbligatorio, nella fortificazione delle postazioni della linea Gustav, e presero la via della montagna. Nella casa del prof. Federico Mola in via Madrigale si costituì un comitato di liberazione con Alfredo Bontempi e altri personaggi influenti di Lanciano, per organizzare la resistenza. Molti aderirono alla futura Brigata Maiella, che si formò nel gennaio del 1944 a Casoli.

## Riconoscimenti
Il 6 ottobre 1944, un anno dopo questi avvenimenti, l'avvocato Giuseppe Spataro, delegato del Governo, conferì la Medaglia d'oro al valor militare alla città di Lanciano, ponendo, sul luogo dell'azione, la seguente lapide:
IL 6 OTTOBRE 1943
LA GIOVENTU' LANCIANESE
IMPUGNATE LE ARMI
COLPIVA IL TEDESCO INVASORE
E
RIAFFERMAVA COL MARTIRIO
IL SUO ANELITO ALLA LIBERTA'
LA SUA FEDE
NELLA PATRIA IMMORTALE
6 OTTOBRE 1944»

## I caduti

### Partigiani caduti in combattimento
- Vincenzo Bianco
- Giovanni Calabrò
- Giuseppe Castiglione
- Achille Cuonzo
- Adamo Giangiulio
- Giuseppe Marsilio
- Guido Rosato
- Raffaele Stella

### Decorati
- Medaglie d'oro al Valor militare

Trentino La Barba
con la seguente motivazione:
- Medaglie d'argento al Valor militare

- Remo Falcone
- Nicolino Trozzi
- Domenico Solaro

### Civili uccisi
- Maria Auricchio
- Gilbe Cicchitti
- Giovanni De Chellis
- Gaetano Di Campli
- Giuseppe Iacobitti
- Dora Manzitti
- Giuseppe Orfeo
- F. Paolo Piccirilli
- Leopoldi Salerno
- Pierino Sammaciccia
- Camillo Trozzi

## Opere commemorative
Oltre alle varie piazze e strade dedicate ai Martiri nei vari comuni abruzzesi (tra le altre Paglieta e L'Aquila), a Lanciano si trovano specifici monumenti alla strage:
- Piazzale VI Ottobre: luogo dell'impiccagione di Trentino La Barba, precede il corso Roma dalla chiesa di Santa Chiara, e dall'ex caserma di fanteria, oggi istituto magistrale "Cesare De Titta". Vi si trova la lapide del 1944.
- Monumento ai Martiri Ottobrini: si trova in larghetto Martiri Lancianesi, lungo via Ferro di Cavallo, a poca distanza dal luogo della sparatoria di Santa Chiara. L'opera è stata inaugurata nel 1965, ed è una sorta di sacrario con una lastra di bronzo dal tema allegorico, e una lastra di marmo che riporta i nomi dei caduti. L'area, oggetto di annuale degrado amministrativo, è stata ripristinata nei primi anni 2000.
- Monumento a Trentino La Barba: opera di Nicola Antonelli, è stato realizzato nel 2016 in largo dell'Appello, nel centro storico. Scolpito in un blocco di calcare della Maiella, rappresenta il partigiano mentre guarda verso la montagna.
- Scuola elementare "Eroi Ottobrini": si trova in viale Marconi.

Una puntata della serie "La guerra in casa" trasmessa dalla Rai e pubblicata in DVD, è dedicata alla vicenda dei Martiri e della ribellione dei patrioti della Brigata Maiella, capitanata da Ettore Troilo.